# 아래앞엉덩뼈가시
아래앞엉덩뼈가시(anterior inferior iliac spine, AIIS) 또는 하전장골극(下前腸骨棘)은 골반뼈(더 구체적으로는 엉덩뼈날개) 앞쪽 경계의 튀어나온 부분이다.

## 구조
아래앞엉덩뼈가시는 엉덩뼈의 앞쪽모서리에 위치한 튀어나온 부분으로, 위앞엉덩뼈가시(ASIS)의 아래에 있다. 엉덩뼈 앞모서리의 아럐쪽 끝에 해당한다.

### 발달
다른 엉덩뼈와는 다른 골화중심에서 형성된다.

## 기능
아래앞엉덩뼈가시의 위쪽 부분은 넙다리곧은근 곧은갈래의 이는곳이 된다. 아래쪽 부분은 엉덩관절의 엉덩넙다리인대가 붙는 곳이며, 볼기뼈절구 테두리의 경계를 이룬다.
아래앞엉덩뼈가시의 앞안쪽과 아래쪽에는 엉덩허리근이 넙다리뼈의 작은돌기 아래로 지나가는 엉덩허리근고랑(iliopsoas groove)이 존재한다. 한편 희미한 선인 아래볼기근선은 아래앞엉덩뼈가시에서 큰궁둥패임까지 그어져 있으며, 작은볼기근 이는곳의 아래쪽 경계를 나타낸다.

## 임상적 중요성
넙다리곧은근이 큰 변형력을 받으면 아래앞엉덩뼈가시의 찢김골절을 일으킬 수 있다. 이때는 정형외과에서 수술을 통해 다시 붙여야 할 수 있다.

## 추가 이미지

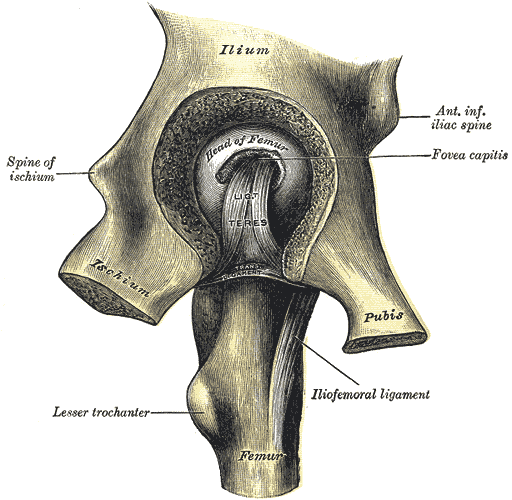
골반으로부터 볼기뼈절구의 바닥을 제거하여 열리게 한 왼쪽 엉덩관절
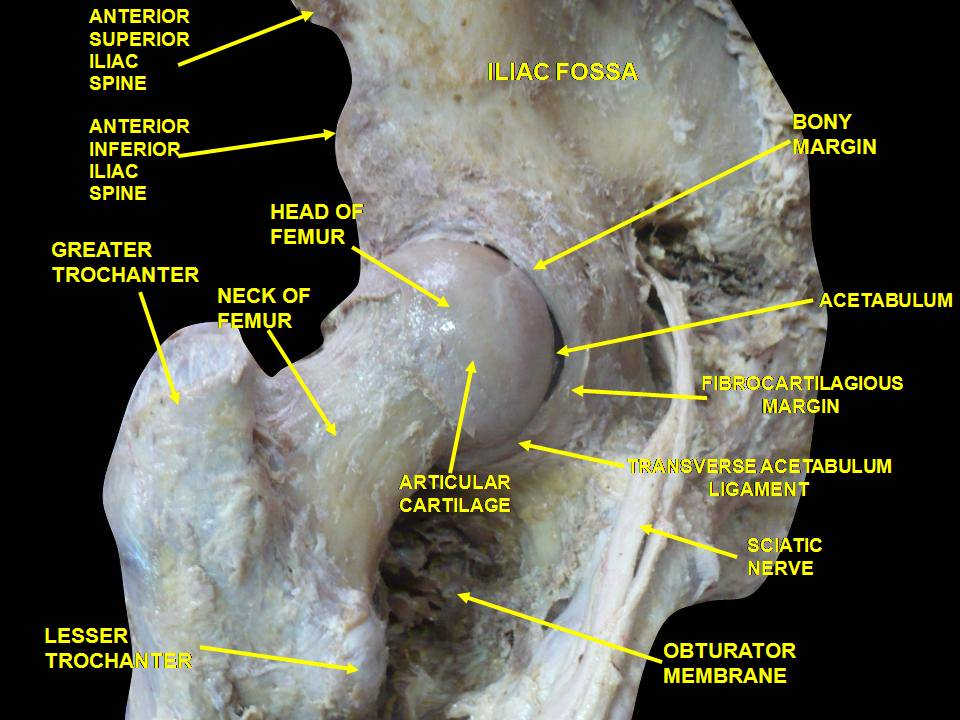
가쪽에서 본 엉덩관절. 아래앞엉덩뼈가시는 왼쪽에서 보인다.